# Xã Hickory Grove, Quận Newton, Arkansas
Xã Hickory Grove (tiếng Anh: Hickory Grove Township) là một xã thuộc quận Newton, tiểu bang Arkansas, Hoa Kỳ. Năm 2010, dân số của xã này là 129 người.